# 버려진 청춘
"버려진 청춘"은 1982년에 개봉한 대한민국의 영화이다.

## 캐스팅
- 남궁원 : 한 사장 역
- 이기선 : 명자 역
- 박종근
- 최희정
- 김기종
- 문회원
- 최성관
- 김지영
- 이예성
- 문미봉
- 한태일
- 조학자
- 최석
- 김대현
- 신진우
- 신종태
- 윤종수
- 김태형
- 지영민